# Incendio de Sabaneta de 1994
La incendio en la Cárcel de Sabaneta fue un incendio ocurrido el 3 de enero de 1994 en una cárcel de Maracaibo, Venezuela, en el que murieron al menos 108 reos. Es la tragedia que más muertes ha causado en la historia carcelaria del país.

## Incendio
Se estimó que el incendio fue provocado con gasolina por uno de dos grupos en pugna en la cárcel y se señaló a la banda "Los Goajiros" de ser la responsable. Sin embargo, Diario República informó que una fuente interna reveló que el día anterior un interno fue decapitado y que se jugó fútbol con su cabeza, hecho que había ocurrido antes en diciembre de 1990; según la fuente, el hecho enfureció a los compañeros y esperaron la noche para encadenar las puertas de salida y causar el incendio. El incendio demostró las deficiencias del sistema penal venezolano y llevó a que se tomaran decisiones urgentes, incluyendo la intervención de la cárcel de Sabaneta y acciones penales contra los funcionarios de guardia.